# Кацано Сант'Андреа
Каца̀но Сант'Андрѐа (на италиански: Cazzano Sant'Andrea; на ломбардски: Cazzà, Кадза) е село и община в Северна Италия, провинция Бергамо, регион Ломбардия. Разположено е на 504 m надморска височина. Населението на общината е 1683 души (към 2017 г.).